# La Présentation au Temple (Mantegna)
Pour les articles homonymes, voir Présentation au Temple.
La Présentation au Temple  est un tableau du milieu du XVe siècle du peintre  de la Renaissance Andrea Mantegna, conservé aujourd'hui à la Gemäldegalerie (Berlin).

## Histoire

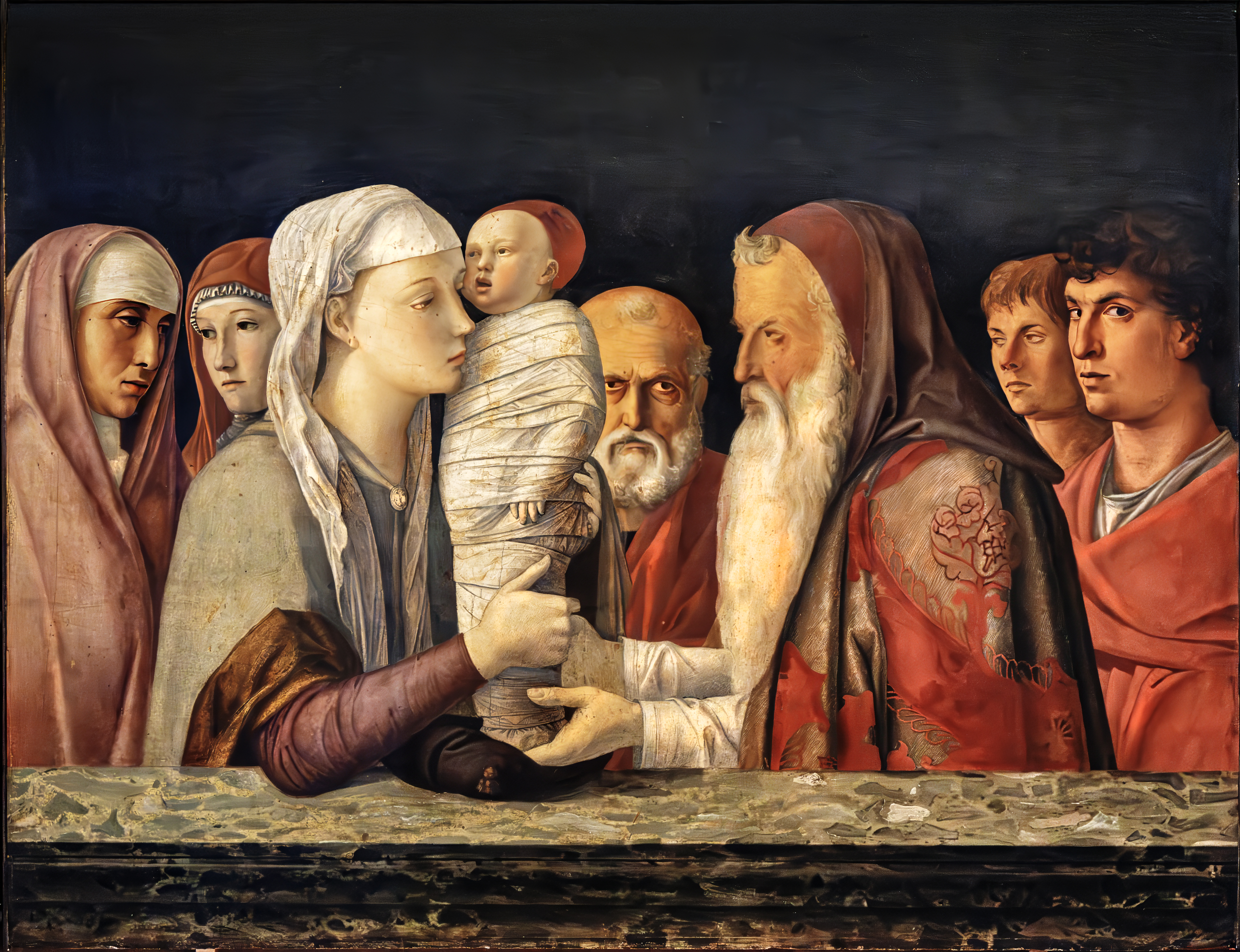
La Présentation au Temple de Giovanni Bellini.

Cette peinture en tempera sur bois de 67 × 86 cm, a été reprise dans une composition identique par Giovanni Bellini, devenu son beau-frère (Fondazione Querini Stampalia de Venise).

## Thème
Le thème de la Présentation au temple est classique dans l'iconographie de la peinture chrétienne : C'est un événement qui se situe quarante jours après la naissance et nécessite la présence d'un prêtre.

## Composition
Dans un premier plan débordant de l'encadrement de marbre chiqueté, Marie tient son fils debout emmailloté, le présentant au prêtre situé à droite.
Joseph est en retrait en second plan, au centre du tableau.
Les auréoles fines et circulaires restent dans la tradition de la peinture byzantine (pas d'effet de perspective en ellipse).

## Analyse
Le détail des broderies très détaillé montre la virtuosité de Mantegna.
Le seul rouge (couleur symbolique de la Passion du Christ) dans le tableau est porté par Joseph, presque dans la pénombre.
Au  second plan, le personnage jeune de droite a été reconnu comme étant Mantegna, et  la femme sur la gauche, sa femme Nicolosia Bellini, fille de Jacopo Bellini.
Le seul apport architectural (cher à Mantegna) est l'encadrement, limitant l'action de la scène avec un effet de trompe-l'œil (bras droit de la Vierge débordant et Jésus posé dessus).

## Postérité
Le tableau fait partie du musée imaginaire de l'historien français Paul Veyne, qui le décrit dans son ouvrage justement intitulé Mon musée imaginaire.